# Modismos de Costa Rica
Un modismo es una palabra de uso tradicional u oficial. Son características a cada país, región geográfica o étnica, y muchos países, independientemente de su tamaño, poseen modismos diferentes que incluso resultan ininteligibles para otros habitantes del mismo país.
Las jergas (como el lunfardo porteño, de Argentina) se basan en un acervo de modismos que eran conocidos por un grupo cerrado.

## Historia
El proceso de conquista de América tuvo como derivación el ingreso de costumbres y tradiciones distintas a las que ya tenían los habitantes. Uno de los elementos que se heredaron es el idioma, Amador, C (1978) dicta:
La verdadera base del español americano es una manifestación de todas las lenguas españolas- una lengua que todos los españoles trataban de hablar por estar al alcance de todos; el castellano común de la Madre Patria de aquella época que al mezclarse con las lenguas indígenas de América se originó el nacimiento de la propia lengua de América.”(p.9)
Es así como se fue expandiendo la lengua a través de las regiones hasta en Costa Rica. El investigador Arturo Agüero, docente de la Universidad de Costa Rica,  realizó un estudio sobre las bases históricas del idioma en el paós y explica (2009): “Por primera vez en Costa Rica la lengua española sonó un día de septiembre de 1502, cuando Cristóbal Colón descubrió a Cariay, hoy Limón; principal puerto del Atlántico” (p.3). Si bien adoptamos el lenguaje de estos conquistadores, Quesada- Pacheco (2001) especifica “El idioma no es tratado ahora como un ente estático, al que hay que limpiar, fijar y dar resplandor; sino como un objeto de estudio serio acerca de su estructura y relacionado directamente con el ser humano en su medio geográfico, social y cultural” (p.12)

## Breve análisis
Algunos modismos son de origen nacional (güila, playo), mientras que otros son decididamente importados (birra, wata). También se pueden clasificar según la edad de la población que las usa, pues existen modismos comunes toda la población (zaguate, carajillo), mientras que otros son comunes a la juventud (tuanis, mae) o a los mayores (maje).
Es conveniente a su vez señalar que, como sucede en otros casos, muchos de estos modismos (playo, tombo, hijuepucha por decir hijueputa) no son inteligibles por otros hispanohablantes, aunque algunos otros sí lo son, aunque no se conozcan de antemano (meneca, pura vida).
Finalmente, es conveniente señalar que muchos de los modismos son palabras de creación reciente (neologismos), y que fenómenos como éste definen constantemente el rumbo del idioma español a nivel local.

## Función de los modismos
Sustituyen el uso a palabras existentes (muchos países tienen modismos para cosas tan sencillas como “perro”), o sirven como castellanización de palabras que no existen en el idioma español. En ocasiones su origen es desconocido, pero el uso de modismos, junto con el acento, distinguen las distintas vertientes que toma el idioma español en cada país.
Costa Rica, al igual que muchos otros países, es rico en modismos y entre sus caracterizaciones están los costarriqueñismos.

## Costarriqueñismos
Como se puede evidenciar en la actualidad, ha ocurrido variantes, se han producido cambios fonéticos, sintácticos y semánticos; lo que dio paso a estudios, con el fin de clasificar y estudiar las particularidades de la lengua. 
Con estos estudios se ha descubierto que en Costa Rica por sus influencias con otras culturas por “Razones políticas, económicas, culturales, geográficas y sociales” (Quesada- Pacheco, M, 2009, p.446) ha adoptado un lenguaje con características propias donde se unen, separan, agregan o eliminan letras o sonidos; dando como resultado a los Costarriqueñismos. 
El Diccionario de la lengua de la Real Academia Española (DRAE) define costarriqueñismo: “(Der. de costarriqueño, gentilicio inusual) Vocablo, giro o locución propios de los costarricenses. Palabra o uso propios del español hablado en Costa Rica.” 
Quesada- Pacheco (2001) tipifica los aspectos lingüísticos propios del vocablo costarricense: 
- Palabras usadas en Costa Rica con cambios somáticos por extensión, reducción, traslación de significado.
- Cambios morfológicos en género, derivación u otros.
- Voces de origen incierto o desconocido aún.
- Voces de creación regional o local.
- Palabras presentadas a la fonética del español costarricense.
- Otro factor son los aspectos extralingüísticos (factores geográficos, sociales, etnográficos, culturales)Y muchas otras cantidades de tipologías que se encuentran en estudio.

Quesada- Pacheco, M. (2009) menciona que existe un idioma prestario  (del cual se “copia”) y el idioma receptor (es este caso el castellano de América) el cual adopta estos rasgos fonéticos o morfosintácticos.
Se puede deducir que para principios del siglo XX los costarriqueñismos eran formas usadas por todos los habitantes del país, fueran de clase alta como baja, de la ciudad o del campo, instruidos o analfabetos. Existía (o existe) una tendencia al cambio, a transformar y adecuar los elementos a la conveniencia y funcionalidad de las personas, Quesada- Pacheco, M. (2009) cita:
"La lengua está en un continuo cambio; sea este perceptible o no. Los jóvenes hablan de modo diferente a los padres y a los abuelos; una comunidad o grupo social se distingue de otro a causa de su forma de hablar; y este continuo devenir se ha dado de generación en generación" (p.1)
Al final todos construyeron estas palabras las cuales son utilizadas en la cotidianidad, y al pasar de los tiempos algunas han desaparecido, otras han quedado en desuso por su incomprensión y han surgido nuevas.
Al reconocer la funcionalidad de estas palabras pues resultan un bagaje cultural y lingüístico de nuestro país y la forma en la que nos expresamos; se han hecho esfuerzos por recopilar todas esas expresiones y los significados que se les podrían dar, como mención a esto, el periodista Melendez- Obando,  M. (1998) publicó:
En Costa Rica se han publicado varios diccionarios que recogen el léxico particular del país y los diferentes usos que la gente le da, pero en estos se tendió a estigmatizar, por lo menos hasta los años setenta, las expresiones lingüísticas propias del costarricense, pues se consideraban vicioso corruptelas del lenguaje. 
Como se nota desde tiempos tempranos ya había recopilaciones hechas de estas expresiones, y más tarde a la actualidad se han realizado otras. Entre algunas de las publicaciones sobre costarriqueñismos que existen son los diccionarios, que según Simonet (2013) son compilaciones de todas estas palabras y expresiones que utilizan los costarricenses, estos autores que han hecho una exhaustiva recopilación de palabras clasificadas como costarriqueñismos; algunos que se pueden mencionar son:
- Diccionario de Costarriqueñismos de Carlos Gagini (1919)
- Diccionario de Costarriqueñismos de Arturo Agüero Chaves (1996)
- Nuevo Diccionario de Costarriqueñismos de Miguel Ángel Quesada Pacheco (2007)
- Real Academia Española ha incorporado algunos términos aceptables (2013)

Ferrero- Acosta (2002) considera importante el aporte histórico que realizan estos autores y como finalidad de estos indica que ellos “Poco a poco han venido listando palabras. Han venido consignando sus definiciones o explicaciones, la etimología junto a datos históricos, sociológicos, artísticos… pues los ha movido todo aquello cuanto pueda dar una cabal idea del significado de la palabra en estudio (p.11)